# Каргала (Шегарський район)
Каргала́ (рос. Каргала) — село у складі Шегарського району Томської області, Росія. Входить до складу Баткатського сільського поселення.

## Населення
Населення — 738 осіб (2010; 737 у 2002).
Національний склад (станом на 2002 рік):
- росіяни — 88 %